# Christopher Gowers
Christopher Gowers es un deportista británico que compitió en vela en la clase Laser. Ganó una medalla de plata en el Campeonato Europeo de Laser de 1993.

## Palmarés internacional
| \| Campeonato Europeo \| Campeonato Europeo \| Campeonato Europeo \| Campeonato Europeo \| \| Año \| Lugar \| Medalla \| Clase \| \| ------------------ \| ------------------ \| ------------------ \| ------------------ \| \| 1993 \| Cagliari (Italia) \| Medalla de plata \| Laser \| |                   |                  |       |
| Campeonato Europeo |                   |                  |       |
| Año | Lugar             | Medalla          | Clase |
| 1993 | Cagliari (Italia) | Medalla de plata | Laser |